# Wohn- und Wirtschaftsgebäude Altbremer Straße 6a
Das Wohn- und Wirtschaftsgebäude Altbremer Straße 6a in der niedersächsischen Stadt Zeven wurde in der ersten Hälfte des 19. Jahrhunderts gebaut. Aktuell (2025) wird es zum Wohnen und gewerblich genutzt.
Das Gebäude steht unter Denkmalschutz (siehe auch Liste der Baudenkmale in Zeven).

## Geschichte und Beschreibung
Zeven wurde 986 erstmals erwähnt und gehört zum heutigen Landkreis Rotenburg (Wümme). 
Das eingeschossige giebelständige Wohn- und Wirtschaftsgebäude als Zweiständer-Hallenhaus in Fachwerk, mit ziegelgedecktem Satteldach, senkrechter Verbretterung in den oberen Giebeldreiecken und der später verglasten Grooten Door mit Korbbogen, wurde um 1810 gebaut.
Das Landesdenkmalamt befand u. a.: „… ein regionstypisches Hallenhaus vom Beginn des 19. Jahrhunderts in Zweiständerkonstruktion ….“